# Insignia digital
En el contexto educativo, una insignia digital es una imagen o ícono que se utiliza para representar habilidades y otros logros educativos, generalmente de manera más detallada si se le compara con diplomas, grados académicos y otros métodos de certificación. Este artefacto digital suele incluir metadata acerca del logro de aprendizaje asociado, y tiene valor y significado en el contexto educativo y social en el que es creado.
Se trata de una herramienta para identificar y validar la amplia gama de conocimientos, habilidades y destrezas que pueden tener las personas. Es un indicador de logro o de calidad que se puede obtener en muchos entornos de aprendizaje. La creación de estas insignias o credenciales digitales abiertas facilita que cualquiera pueda conseguir, mostrar o incluso emitir credenciales en la web, a través de una infraestructura que utiliza estándares técnicos, abiertos y compartidos. Estas también inspiran nuevas vías para el aprendizaje y conectan a los alumnos con los recursos y entre sí.
Una insignia digital consta dos elementos: Una imagen que representa el logro alcanzado de forma visual, y metadata, referida a los datos específicos cuyo fin es la validación del origen, el emisor, su autenticidad y entre otras.
Proporciona más información que en papel, ya que almacena una mayor información, por lo que sería posible vincular una acreditación académica a una insignia. Existen dos formas o visiones de mostrar este tipo de insignias: por un lado como credencial y por otro de una forma gamificada.

## Origen y evolución
Es difícil delimitar el origen de las insignias digitales, ya que es un elemento que lleva muchos años conviviendo con nosotros, están vinculadas a diferentes reconocimientos laborales o acontecimientos. Las más significativas por ejemplo sería en el apartado militar, donde se ceden determinadas medallas y galardones por conseguir determinado rango.
Las insignias físicas fueron usadas hace años por varias organizaciones como el ejército ruso o los Boy Scouts de América, que daban emblemas físicos para mostrar varios logros. La evolución de estas insignias digitales abiertas se favorece de una nueva cultura de aprendizaje que fue posible gracias al abundante número de sistemas digitales conectados en el siglo XXI. La combinación de redes sociales y tecnología móvil ha creado una potente herramienta para la transmisión de contenidos accesible a cualquier persona, en cualquier lugar y momento.
Las insignias digitales surgen para reconocer a alguna persona o institución un galardón o premio por su trabajo realizado, no es más que reconocer el trabajo o proyecto bien hecho. Cualquier persona puede tener una acreditación digital de instituciones expertas en el tema del que se haya tratado. Hay diferentes plataformas digitales con cursos gratuitos que su certificado no es más que una insignia digital en lugar de una certificación en formato papel. Por ejemplo, Khan Academy premia a sus alumnos con insignias digitales.
En 2010, el proveedor de servicios de credenciales digitales Basno, lanzó una plataforma que permitía a los usuarios crear y coleccionar insignias que representan logros del mundo real, como correr la maratón de Nueva York 2011. El esfuerzo marcó un fuerte cambio de ver las insignias como elementos de juego a crear insignias para certificar el aprendizaje. Muchos sitios de instrucción como Peer 2 Peer University o Khan Academy hacen uso de un sistema de credencial digital.
El mundo evoluciona muy rápido, en la actualidad los procesos de enseñanza y aprendizaje y más concretamente la evaluación no consigue estar a la altura de verificar que ocurre en todas las etapas del niño. Estas insignias digitales son un nuevo instrumento para verificar que se han alcanzado diferentes competencias, habilididades o conocimientos. De está forma es posible alcanzar nuevos caminos laborales y/o estudiantiles.

## Propiedades

### Gamificación
La gamificación consiste en utilizar propiedades del diseño de videojuegos en escenarios que no son de juego, esto con el fin de que un producto, servicio o aplicación sea percibido como divertido, atractivo y motivador. En actividades muy distintas al juego, tales como educación, negocios, recursos humanos, entre otros, se puede encontrar aspectos lúdicos, lo que responde a un intento por gamificar estos contextos
Considerando las bases teóricas de la psicología y la gamificación, las insignias pueden ser consideradas como una motivación conductual para una persona a la cual se le ha asignado un objetivo, tal y como busca la gamificación como fin último. Lo anterior, en un contexto educativo, servirá para incentivar al alumnado hacia los comportamientos y conductas deseadas, lo que a su vez conlleva una mejora en la asimilación de contenidos y la obtención de estatus y reconocimiento para el estudiante.
Sirve además, para demostrar la participación y dar luces de futuros rendimientos, por lo cual, desde el punto de vista de la gamificación, es importante no abusar de aquello ya que podría tener un efecto negativo en el comportamiento de algunos alumnos.

### Metadatos
Dentro de las insignias digitales, es posible agregar información adicional que servirá para respaldar su validez ante la sociedad y dotar de un valor agregado a este tipo de credencial en relación con las tradicionales. El proceso de creación de una insignia digital consiste en incrustar información mediante archivos en formato JSON en archivos de imagen PNG, donde se puede almacenar todo tipo de información. Esta podría contener las instituciones que entregan la insignia y que respaldan los conocimientos que representa, fecha de obtención, calificación del alumno, horas de duración, lugar de desempeño ocupado en relación con el grupo curso, entre otra información útil para quien desee conocer el grado de expertis del portador de la insignia. Se debe tener especial cuidado en que tipo de información se incluirá como metadato dentro de la insignia, ya que cualquier información que quede abierta a interpretación puede inhibir la credibilidad y utilidad de la misma.
Los metadatos o información, se pueden organizar en tres grupos según el estándar Open Badge:
- Metadatos de afirmación: referidos al receptor de la insignia (datos personales, fecha de emisión, imagen, verificación,...).
- Metadatos de emisor: relacionados con el emisor y que contiene información con respecto a este (nombre de entidad o institución, teléfono, correo electrónico, página web,...).
- Metadatos  de clase de insignia: guarda información sobre la propia insignia (descripción, nombre, etiquetas, emisor,...).

### Evaluación y evidencias de aprendizaje
La obtención de insignias tradicionales siguen otro proceso de diseño y no obedecen a las mismas características que sus pares digitales. Se debe evitar replicar estos modelos como si se tratara de una digitalización del mismo.
Se debe evitar tratar una insignia digital como el resultado de una evaluación tradicional. Estas deberán mostrar evidencias del aprendizaje con especial énfasis en el proceso y sus resultados, siguiendo la línea de portafolios digitales educativos que permiten evidenciar los resultados obtenidos.

### Ecosistemas
Las insignias digitales permiten incluir nuevos roles en el proceso de evaluación como los son los evaluadores externos, otras instituciones, comunidades de prácticas, pares, e incluso autoevaluaciones. Para un correcto flujo en el proceso evaluativo entre todos los actores será adecuado crear conjunto de insignias, las cuales se podrán agrupar entre sí como ecosistemas, así se podrán visualizar distintos niveles de aprendizaje a través de un proceso de superación de hitos. Esto ayuda a mostrar un itinerario educativo más completo.
Estos ecosistemas permitirán demostrar más precisamente las destrezas adquiridas a través del proceso de aprendizaje por un estudiante, obteniendo una visualización más precisa de los logos académicos adquiridos a través de pequeñas credenciales y sus conjuntos. Acreditando diferentes niveles de conocimiento, desde principiante a experto, pasando por intermedio, o sirviendo como prerrequisito para desbloquear el acceso a otro tipo de contenido y evaluaciones más complejos, los cuales permitirán alcanzar insignias digitales de mayor nivel.

## Funciones educativas
En educación, el principal propósito de la insignia digital es motivar al alumnado para adquirir y aprender ciertas conductas y aprendizajes. Más allá de su atractivo visual, las insignias digitales permiten, a través de su metadata, el acceso a información relevante sobre los logros asociados a su obtención, como ser la descripción detallada sobre la competencia adquirida, el criterio de asignación, la fecha, información del emisor, entre otros.
Las insignias digitales ofrecen la posibilidad de mostrar los criterios que ha tenido que superar el receptor y qué evidencias de aprendizaje ha generado dentro de un proceso de formación. De esta manera se pueden  integrar en su identidad digital todas aquellas competencias y destrezas que va adquiriendo, mostrándolas y compartiéndolas fácilmente en la red.
Las insignias digitales contribuyen a que el estudiante pueda mejorar su reputación pudiendo mostrarlas o compartirlas a través de diferentes medios como páginas web personales, blogs, RRSS, etc.
Este tipo de insignias permiten mostrar de manera simbólica aquellas habilidades que el estudiante ha desarrollado durante su formación. El obtener una insignia motiva al estudiante dado que su posesión produce una situación de retroalimentación entre este y la sociedad.
En esta sección se incluye formas en que el uso de insignias digitales puede afectar a procesos y resultados relevantes para la educación, el aprendizaje, y el desempeño.
Por un lado, el aprendiz es capaz de conocer, mediante estas insignias y su metadata, detalles acerca de logros de aprendizaje que no están representados en otras herramientas de certificación, tales como los diplomas y los grados de educación superior. Asimismo, las insignias le facilitan el registro ordenado de hitos del proceso de aprendizaje. Esta información le permite una representación más clara de cómo va desarrollando su logro y le ayuda consecuentemente a utilizar herramientas metacognitivas.
Por otro lado, permite el reconocimiento de logros de aprendizaje que suelen ignorarse debido a que ocurren fuera de entornos de educación formal. Esto potencia la capacidad que tenemos para conocer aprendizaje relevantes en otras personas.
También puede funcionar como una especie de moneda comunal, que favorece la comunicación entre distintos actores interesados en adquirir competencias o trabajar con personas competentes. De este modo, favorece la comunicación y movilidad entre contextos educativos y laborales, y permite al aprendiz obtener más oportunidades gracias a lo que aprende.
Las funciones más destacadas de las insignias digitales son:

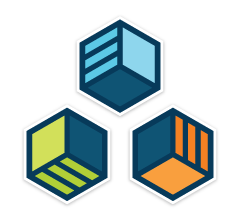
Logo Mozilla Open Badges.

- Motivación para la participación y colaboración a través de juegos o de actividades basadas en el juego, utilizando recursos y técnicas distintas para aprender a través del juego potenciando la motivación del alumno y premiando con insignias digitales.[13]
- Reconocimiento y certificación en la escuela y fuera de ella: El aprendizaje se puede producir en cualquier lugar, tanto en las clases como fuera de ellas.
- Reconocimiento y evaluación: A veces, las insignias digitales se utilizan para reconocer la calidad o proporcionar la aprobación de la comunidad. El " Sello de certificación de Paypal verified " certifica que estos miembros han completado su sistema de verificación y la comprobación de identidad.[29]  En entornos de aprendizaje, nos proporcionan la oportunidad de evaluar de forma alternativa a la evaluación tradicional. Para ello, cada insignia, además de su imagen simbólica, debe de contener información sobre lo que acredita mediante evidencias concretas del logro, habilidad o experiencia a adquirir.[30]

Por ejemplo, el proyecto Open Badges de Mozilla, creado por Mozilla en el año 2010, es una iniciativa que permite, a personas de cualquier edad, obtener y demostrar cualidades actuales y novedosas; dotándolos así de nuevas oportunidades laborales y/o educativas.
Las funciones básicas de la plataforma son, crear insignias, otorgarlas y almacenarlas:
- Crear insignias: Como desarrollador puedes crear tus propias insignias verificadas y certificadas por Open Badges, además puedes crear tu propio espacio para almacenar insignias.

- Otorgar insignias: Emitir las insignias que ya están desarrolladas para reconocer los hitos que superan tus alumnos/as.

- Almacenar y compartir insignias adquiridas: En esta plataforma existe lo que ellos llaman “mochila”, que es un lugar personal donde guardar las insignias que se han obtenido. Además, te permite compartir esos logros en RRSS, como Facebook, y plataformas de búsqueda de empleo como Linkedin.

Bajo este proyecto, cabe destacar que las insignias adquieren una serie de características principales como son:
- La gratuidad de las mismas
- El hecho de ser basadas en evidencias asociadas a un aprendizaje que ha sido certificado
- La posibilidad de almacenarlas creando así un ecosistema de insignias
- La posibilidad de transferirlas a través de la red

Mediante el estándar de Open Badges, las insignias digitales, pasan a ofrecer un valor añadido a las credenciales tradicionales a través de:
- La muestra de evidencias que quedarán asociadas a la insignia, acreditando así la capacidad del receptor de realizar ciertas funciones o la posesión de la destreza acreditada.
- El aumento de credibilidad pública, al compartir en redes sociales, páginas webs, vía correo electrónico o en espacios específicos para tal función (mochilas o visores) las insignias obtenidas.
- Mejora de la diversidad entre individuos, organizaciones y agencias de cualquier tipo, creando nuevas políticas organizadas en una red global y conectada.

## Plataformas
Existen multitud de plataformas en los que se pueden obtener o crear insignias digitales. Todas ellas funcionan de forma similar, si bien cambia la forma de acceso o las herramientas de edición. Algunos de estos portales son:
- OBI (Open Badge Infrastructure): "Mozilla Open Badges" es una iniciativa de "The Mozilla Foundation", "MacArthur Foundation" y "Hastac", consistente en crear y obtener insignias a través de los diferentes productos y servicios que ofrecen.[35]

Estos servicios son:
1. Fuente de ingresos (earner): Las instituciones pueden crear insignias para conocer perfiles de posibles contratantes. Estos, mediante logros alcanzados, podrán conseguirlas ofreciendo información sobre su perfil laboral.
2. Emisor (issuer): Mediante esta opción cualquier institución o individuo puede adscribirse a alguno de los proyectos a nivel mundial que emite insignias abiertas en función de sus intereses (educativos o de otra índole). Estos proyectos se agrupan bajo la nomenclatura "Badge the World".
3. Desarrollador (developer): Como desarrolladores podremos crear aquellas insignias que nos sean útiles para nuestra profesión. También podremos adherirlas al proyecto "Badge the World" antes mencionado.

## Beneficios
Los badges o insignias digitales facilitan el acceso a información relacionada con las organizaciones/instituciones que los otorgan, todos aquellos los datos que permiten ubicarlos en el mundo virtual. Igualmente proveen información acerca de la relevancia académica de la insignia y sobre el usuario que la ha obtenido, sin importar el contexto desde donde se emite. Esto hace que las insignias digitales sean mucho más universales, accesibles y perdurables en el tiempo que las tradicionales y así mismo hace que su validez y vigencia no cambie. De esta manera su reconocimiento trasciende escenarios, organizaciones, lugares y hasta lenguajes. Por consiguiente, la creación de badges digitales es una oportunidad para que cualquier persona pueda emitir, ganar y exhibir credenciales en ambientes de aprendizaje virtuales, incluso hasta en redes sociales.
Así mismo, las insignias digitales brindan a los estudiantes mayor autonomía sobre dónde obtener insignias, cómo combinarlas y con quién compartir sus logros.
Las insignias permiten mostrar todo aquello que el curriculum vitae tradicional no hace, las habilidades que se desarrollan o la buena aplicación de un método en una actividad realizada o el buen manejo de una herramienta o un material son especificidades que complementan la destreza en una profesión, pero que muy pocas veces son visibles en nuestra presentación a la hora de, por ejemplo, ser reconocidos por alguien o en una entrevista de trabajo.
Cuando todas las partes aceptan estas credenciales las convierten en una forma de comunicación enriquecedora, con estándares y un idioma común para identificar los logros profesionales.
Las instituciones que utilicen y fomenten las insignias digitales se muestran como innovadoras y vanguardistas. Es un reconocimiento que fomenta su demanda como casa de estudio que tiene una visión dinámica y un desarrollo en su proceso enseñanza-aprendizaje acompañado de las TIC.
Otras de las ventajas que presentan es que son:
- Directas: se tiene acceso directo a la información sobre diferentes conocimientos, habilidades y comportamientos.
- Evidenciables: la evidencia del trabajo realizado se puede observar fácilmente.
- Exportables: son interoperables, es decir, funcionan para varios sitios al mismo tiempo.

En esta sección se incluyen reportes de pruebas científicas de efectos positivos asociados al uso de insignias digitales, ya sea porque han tenido impacto en procesos o en resultados educativos. A partir de un estudio realizado con distintos actores educativos en una escuela secundaria en los Estados Unidos, se encontró que el uso de insignias digitales en el contexto de actividades en línea impactó de manera significativa en los niveles de participación en los foros de discusión.En particular, el grupo que utilizó las insignias tuvo una mayor cantidad de contribuciones e invirtió una mayor cantidad de tiempo en el uso del foro. La calidad de las contribuciones de ambos grupos no presentó diferencias significativas.
Por tanto, las insignias no solo tienen un fin en los logros académicos o laborales, sino que también pueden usarse como significantes de logros basados en aptitudes, a diferencia de la educación tradicional que priman la cuantificación basada en el tiempo de los objetivos educativos. Entonces, las Insignias digitales tienen como beneficios que son más ágiles que la forma curricular escolar, la cual cuesta crear, cambiar y evolucionar.

## Crítica
Existen algunos inconvenientes para comprobar la verdadera identidad de las personas que obtienen insignias digitales, ya que en la mayoría de las actividades en línea no se puede ver directamente a los usuarios y las insignias no siempre se administran a través de una institución educativa avalada por terceros.
La validez de las insignias digitales fuera del contexto en el que han sido creadas suele ser puesta en duda, tanto por aprendices cuanto por otros actores educativos como docentes y directivos. Esta duda, se afirma, se debe a que aún no ha sido probada en contextos reales y mediante estudios longitudinales.
El conocimiento de estas le otorgará la reputación que tienen por lo que deduce que no tendrá la misma aceptación por parte de una entidad tradicional que emita mediante certificación tradicional que por parte de otra que emita y conozca todas las ventajas de las insignias digitales.
La complejidad de la información y el significado que pueden contener estas insignias, que por un lado es una ventaja, supone también una desventaja en tanto que dificulta su comprensión y el sentido que el aprendiz le puede dar. Un estudio cualitativo halló que estudiantes de secundaria no tenían claro qué valor tenían, si es que alguno, en relación con sus calificaciones.